# 陆扆
陸扆（847年—905年），本名允迪，字祥文，一说吴郡吴县（今江苏省苏州市）人。唐末宰相。

## 簡介
陸扆是陸贄的族孫。居住於陝州。
光啟二年（886年）登丙午科狀元，是年從唐僖宗遊南山。九月，宰相韋昭度領鹽鐵，奏陞為巡官。明年，宰相孔緯奏直史館，得校書郎。
龙纪元年（889年）授蓝田尉。
大順二年（891年）三月，召充翰林學士，改屯田員外郎。
景福元年（892年）升祠部郎中。隔年五月授中书舍人。
唐昭宗乾宁四年（897年），唐昭宗被凤翔节度使李茂贞所迫出奔依附镇国军节度使韩建，升陆扆为工部尚书，轉戶部侍郎、同中書門下平章事，進中書侍郎，意在取代宰相崔胤。欲除宦官而得罪宦官。崔胤被韩建外贬为武安军节度使，但求得宣武军节度使朱全忠支持，韩建惧怕朱全忠，遂使崔胤复相。崔胤怀恨陆扆取代自己，诬告他勾结李茂贞，贬硖州刺史。
光化三年（900年）兼戶部尚書，再度拜相。封吳郡開國公。九月，转为门下侍郎，监修国史。
天復元年（901年）特进，兼兵部尚書。当时昭宗遭遇政变刚复位，宰相崔胤与陆扆上言，要代替宦官掌握神策军，昭宗未答。唐昭宗召见复位有功的神策军将领李继昭、李继诲、李彦弼共同商议，三人都说：“臣等世代在军中，未闻书生为一军之主；若以军权属南司（唐称宰相的治事之所），必多有变更，不若属北司（唐称内侍省）才方便。”昭宗对崔胤、陆扆说：“将士的意思不欲归属文臣，卿等不要执意请求了。”昭宗听闻陸扆不悦自己复位，秘密问翰林学士韩偓“陆扆、裴贽谁忠于我？”韩偓为陆扆辩解，昭宗没有处置陸扆。
天复三年（903年），被李茂贞劫持的昭宗脱身回京，又被朱全忠挟持。昭宗下诏赦免各藩镇，但不及凤翔。陸扆认为凤翔近在国门，虽然有难容之罪，但最近进贡无亏，朝廷没有和其绝交，没有赦命显得朝廷不宽容。崔胤执政，怀恨自己之前相位被陸扆取代，怒称陸扆秘密党附李茂贞，奏貶沂王傅、分司东都，削階至正議大夫。
天祐元年（904年）朱全忠诛杀崔胤，陸扆得任吏部尚書，恢复階封。朱全忠逼昭宗遷居洛陽，陸扆随驾。同年昭宗被弒，次年（905年）正月再貶濮州（今山東鄄城東北）司戶參軍，因宰相柳璨依附朱全忠，图谋诛杀有声望的官员，被殺於白馬驛（今河南滑县），史稱白馬驛之禍，同死者還有左僕射裴樞、新除清海軍節度使獨孤損、右僕射崔遠、工部尚書王溥等。
陸扆工書法，擅長正楷，筆勁有古風，收錄於《宣和書譜》。陸扆兄弟三人時稱三陸，其詩有“今秋已約天台月”之句廣為吟詠。著有《陆扆集》7卷。陸扆子陸璪官至緱氏令。

## 延伸阅读
[在维基数据编辑]
 在维基文库阅读此作者作品
 《舊唐書·卷179》，出自刘昫《舊唐書》